# علي لنفسه
العلي لنفسه هو الذي يكون له الكمال الذي يستغرق به جميع الأمور الوجودية، والنسب العدمية، محمودة عرفا وعقلا وشرعا، أو مذمومة كذلك.